# Sviluppo di una bottiglia nello spazio
Sviluppo di una bottiglia nello spazio è un'opera scultorea del 1912 di Umberto Boccioni.

## Descrizione

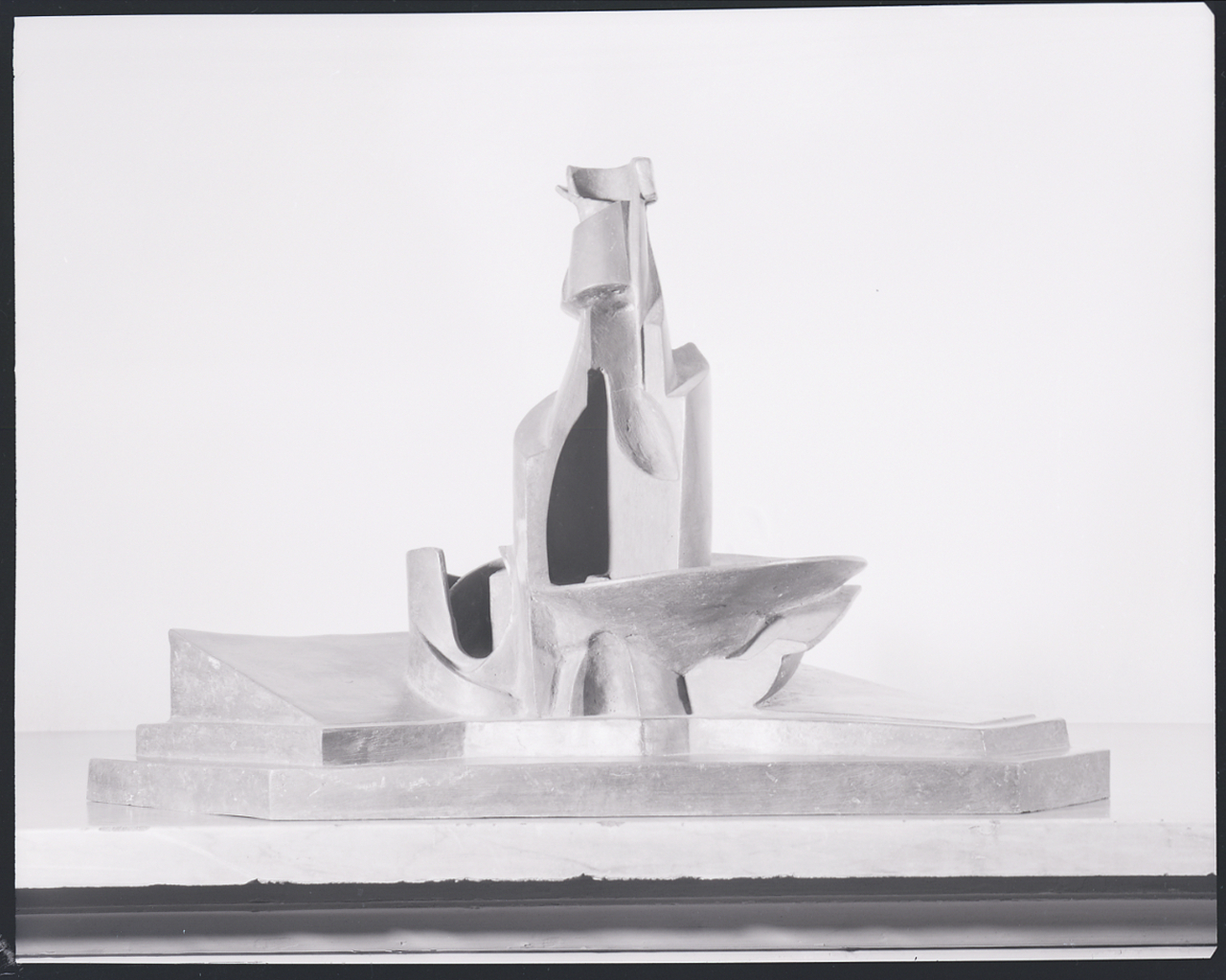
Esemplare conservato nella Civica galleria d'arte moderna, Milano. Foto di Paolo Monti, 1969

L'opera rappresenta una bottiglia poggiata su un piatto: le due figure costituiscono una natura morta, tema raro nella poetica futurista di Boccioni. Tuttavia, l'artista riesce a rendere il gioco dinamico, che sta alla base dei suoi lavori, attraverso una visione vorticosa dei due elementi, rendendo indistinti l'interno e l'esterno degli oggetti e dando movimento al tutto.

## Esemplari
Oltre all'esemplare fuso nel 1935 dal gesso originale e oggi esposto a Milano, nel Museo del Novecento, ne esistono altri quattro, fusi in diversi momenti.
Uno di questi, fuso nel bronzo negli anni duemila e appartenente a una collezione privata, è stato esposto al pubblico nel 2009, presso la Collezione Peggy Guggenheim di Venezia, in occasione del centenario del Manifesto del futurismo di Marinetti.